# Юзефович, Трофим Павлович

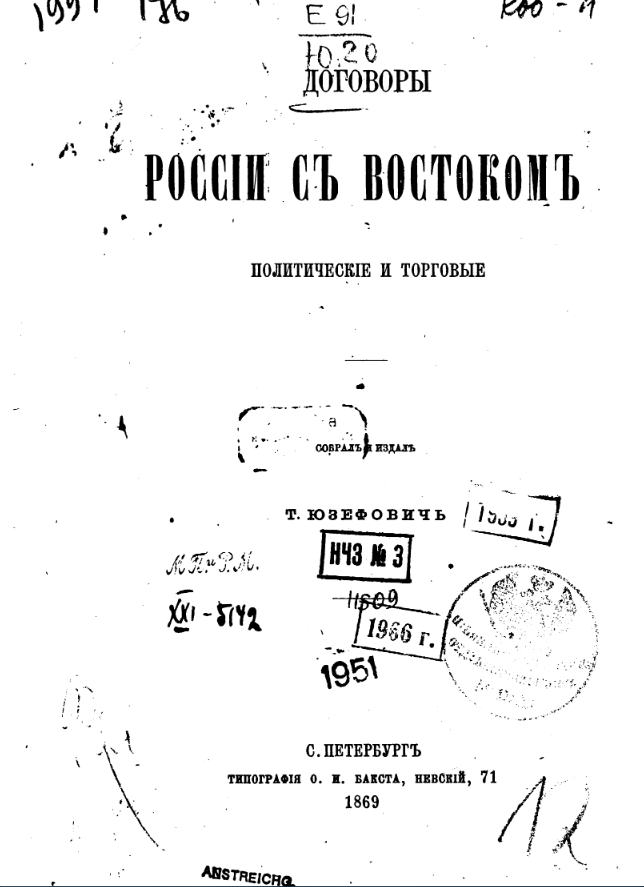

Трофим Павлович Юзефович (1840—1883) — русский дипломат.

## Биография
Родился 23 июля (4 августа) 1840 года.
Окончил 3-ю Санкт-Петербургскую гимназию (1860) и восточный факультет Санкт-Петербургского университета.
В 1871 году был русским консулом в Тулче. С этого же 1871 года — член Славянского благотворительного общества. В 1876—1877 годах был генеральным консулом в Салониках. Во время русско-турецкой войны 1877—1878 гг. Т. Юзефович входил в состав администрации Временного русского управления в Болгарии. В 1877 году он был назначен губернатором освобождённой Тулчи. Затем был чиновником Канцелярии императорской Российской комиссии в Болгарии. После принятия Тырновской конституции русское гражданское управление 25 мая 1879 года было ликвидировано, а на его месте создан отдел внешних связей во главе с Юзефовичем.
Умер 1 (13) марта 1883 года в чине статского советника. Был похоронен на Смоленском православном кладбище.